# Реннер, Сара
Сара Реннер (англ. Sara Renner, род. 10 апреля 1976, Голден, Британская Колумбия) — известная канадская лыжница, призёрка Олимпийских игр и чемпионата мира. Наиболее сильна в спринтерских гонках.

## Карьера
В Кубке мира Реннер дебютировала в 1996 году, в декабре 2005 года впервые попала в тройку лучших на этапе Кубка мира. Всего на сегодняшний момент имеет 5 попаданий в тройку лучших на этапах Кубка мира, 4 в личных и 1 в командных соревнованиях. Лучшим достижением Реннер в общем итоговом зачёте Кубка мира является 10-е место в сезоне 2005-06.
На Олимпиаде-1998 в Нагано, показала следующие результаты: 5 км классикой — 74-е место, гонка преследования — 64-е место, эстафета — 16-е место, 30 км коньком — 54-е место.
На Олимпиаде-2002 в Солт-Лейк-Сити, приняла участие в четырёх гонках: спринт — 9-е место, 10 км классикой — 13-е место, гонка преследования — 17-е место, эстафета — 8-е место.
На Олимпиаде-2006 в Турине, выиграла серебро в командном спринте, кроме того показала следующие результаты: дуатлон 15 км — 16-е место, спринт — 16-е место, 10 км классикой — 8-е место, эстафета — 10-е место.
На Олимпиаде-2010 в Ванкувере, стартовала в четырёх гонках: спринт — 34-е место, дуатлон 15 км — 10-е место, масс-старт 30 км — 16-е место, командный спринт — 7-е место.
За свою карьеру принимала участие в пяти чемпионатах мира, завоевала бронзу в спринте на чемпионате-2005 в немецком Оберстдорфе.
Использует лыжи производства фирмы Fischer, ботинки и крепления Salomon.